# آرثر سوتون
آرثر سوتون (26 يونيو 1939 في المملكة المتحدة - ) (بالإنجليزية: Arthur Sutton)‏ هو لاعب كريكت بريطاني. لعب مع Cheshire County Cricket Club ‏ والمقاطعات الوطنية للكريكيت الإنجليزي والويلزي ‏.

## وصلات خارجية
- آرثر سوتون على موقع إي آس بي آن كريك إنفو (الإنجليزية)